# Gajan (Ariège)
Gajan è un comune francese di 308 abitanti situato nel dipartimento dell'Ariège nella regione dell'Occitania.

## Società

### Evoluzione demografica
Abitanti censiti